# Manon Lescaut (film 1914)
Manon Lescaut è un film muto drammatico del 1915 diretto da Herbert Hall Winslow. È basato sul romanzo Storia del cavaliere Des Grieux e di Manon Lescaut (Histoire du chevalier Des Grieux et de Manon Lescaut, 1731) di Antoine François Prévost.

## Produzione
Prima versione cinematografica del noto romanzo Storia del cavaliere Des Grieux e di Manon Lescaut scritto dall'abate Antoine François Prévost (1697-1763), pubblicato per la prima volta nel 1731, divenuto anche un dramma lirico nel 1893 con le musiche di Giacomo Puccini.
Le riprese avvennero in Francia, tra Amiens, Le Havre e Parigi.

## Distribuzione
La prima proiezione avvenne il 18 maggio 1914. Si presume che il film sia andato perduto.